# التهاب العظم والغضروف السالخ
التهاب العظم والغضروف السالخ (التهاب عظمي غضروفي) التهاب العظم والغضروف السالخ هو اضطراب المفصل الذي يشكل الشقوق في الغضروف المفصلي والعظام تحت الغضروف الأساسي، وعادة ما يسبب التهاب العظم والغضروف السالخ الألم وتورم في المفصل المصاب الذي يمسك والأقفال أثناء الحركة. والفحص البدني عادة ما يكشف عن الانصباب، والطراوة، وصوت طقطقة مع حركة المفاصل. ويسبب أيضا نقص الدم في العظام تحت الغضروف. وهذه الخسارة من تدفق الدم العظم تحت الغضروف تؤدي للموت في عملية تسمى نخر اوعائي. ثم يتم استيعاب العظم من الجسم، وترك الغضروف المفصلي بدعم عرضه للضرر، والنتيجة هي تجزئة (تشريح) لكل من الغضاريف والعظام، وحرية حركة هذه العظام وشظايا الغضاريف ضمن مساحة المفصل، مما يسبب الألم ومزيد من الضرر. التهاب العظم والغضروف السالخ ممكن أن يكون من الصعب تشخيصه لأن هذه الأعراض وجدت مع أمراض أخرى. ومع ذلك، فإنه من الممكن أن يضح المرض من خلال الأشعة السينية أوالأشعة المقطعية أو التصوير بالرنين المغناطيسي.
العلاج غير الجراحي نادرا ما تكون خيارا مثل قدرة شفاء الغضروف المفصلي محدودة. ونتيجة لذلك، تتطلب الحالات حتى المعتدلة شكلا من أشكال جراحة. عندما تستخدم إدارة الأشكال غير العملية مثل نقص الحماية أو عدم تحمل الوزن أوالشلل. ويشمل العلاج الجراحي الحفر بالمنظار من الآفات السليمة، وتأمين الآفات الرفيفة الغضروف مع دبابيس أو مسامير، والحفر واستبدال مكونات الغضروف، وزرع الخلايا الجذعية. وبعد إعادة تأهيل جراحة عادة ما تكون عملية من مرحلتين من الشلل والعلاج الطبيعي، ومعظم برامج إعادة التأهيل جامعة الجهود لحماية المفصل مع تقوية العضلات ومدى الحركة. وخلال فترة الشلل، والتمارين متساوية القياس، مثل رفع الساق المستقيمة، وتستخدم عادة لاستعادة فقدان العضلات من دون إزعاج غضروف المفصل المصاب. عندما تنتهي فترة الشلل يشمل العلاج الفيزيائي حركة مستمرة غير فعالة أو أنشطة ذات تأثير منخفض مثل المشي أو السباحة.
التهاب العظم والغضروف السالخ هو مرض نادر ويحدث فقط في 15 إلى 30 شخص لكل 100,000 من سكان العالم في كل عام. وعلى الرغم بأنه نادرا، بل هو أحد أهم أسباب آلام المفاصل لدى المراهقين نشاطا بدنيا، لأن عظامهم لاتزال تنمو. والمراهقين هم أكثر عرضه من البالغين لاستعادة عافيتهم من التهاب العظم والغضروف السالخ، وممكن أن يكون شفاء المراهقين ميزة لقدرة العظام على اصلاح أنسجة العظم التالفة أو الميتة، والعظام والغضاريف في عملية تسمى إعادة تشكيل العظام. التهاب العظم والغضروف السالخ قد يؤثر على أي مفصل، وتميل عادة الركبة إلى أنها الأكثر تأثرا، وتشكل 75٪ من جميع الحالات. صاغ فرانز كونيغ على المدى التهاب العظم والغضروف السالخ في عام 1887، واصفا إياه بأنه التهاب في واجهة عظام الغضروف. العديد من حالات التهاب العظم والغضروف السالخ الأخرى مختلفة عند محاولة لوصف كيف أن المرض يؤثر على المفصل بما في ذلك كسر عظمي غضروفي وتنخر العظم وأدوات مركز التعظم، والتهاب العظم وراثي النمو الشاذ المشاشية. وقد استخدم بعض الكتاب مرادفات التهاب العظم والغضروف السالخ وشظايا العظم الغضروفي.

## العلامات والأعراض
التهاب العظم والغضروف السالخ وشظايا الغضروف أو العظام في المفصل تصبح رخوة مما يسبب الألم والألتهاب. ويشار إلى هذه الشظايا فئران المفصل. التهاب العظم والغضروف السالخ نوع من اعتلال الذي يشكل آفة داخل طبقة الغضروف نفسه، مما يؤدى إلى التهاب ثانوي. ويؤثر عادة في الركبة على الرغم من أنه يمكن أن يؤثر على المفاصل الأخرى مثل الكاحل أو المرفق. الأشخاص الذين يعانون من ألم التهاب العظم والغضروف السالخ تقرير النشاط المتعلق بالألم الذي يتطور تدريجيا. تتكون الشكاوى الفردية عادة من أعراض الميكانيكية بما في ذلك الألم، وتورم، واللحاق، وظهور أصوات، والتواء يفسح المجال. قد يكون فالأعراض الأساسي تقييد في نطاق الحركة مما يفسح مجال الأعراض الأساسية لتقييد في نطاق الحركة، وتظهر هذه الأعراض عادة خلال الأسابيع الأولى من المرحلة الأولى. ومع ذلك، فإن بداية المرحلة الثانية يحدث في غضون أشهر، ويقدم سوى القليل من الوقت لتشخيص المرض. يتطور المرض بسرعة تتجاوز المرحلة الثانية، وأضراره هي التحرك بسرعة من الخراجات المستقرة أو الشقوق إلى شظايا غير مستقرة. أما الأعراض غير المحددة والناجمة عن إصابات مشابهة مثل الالتواء والجهد، يمكنها تأخير التشخيص النهائي. والفحص البدني عادة ما يكشف السوائل وطراوة وفرقعة المفصل. الطراوة ممكن ان تنتشر في البداية، ولكن في كثير من الأحيان يعود إلى نقطة محورية واضحة المعالم كما تقدم الضرر. كما يشارك التهاب العظم والغضروف السالخ الأعراض مع أسباب الشائعة، والكسرالعظمي الغضروفي الحاد لديه عرضا مماثلا مع ضعف في المفصل المصاب، ولكنه يترافق عادة مع تدمي المفصل الدهني. وعلى الرغم من عدم وجود طريقة مشي هامة أو انتظام خاص غير عادي مرتبط بالتهاب العظم والغضروف السالخ، رغم عدم وجود مشية مرضية كبيرة أو سمة الشذوذ محاذاة المرتبطة الوسواس القهري، والمريض ممكن أن يمشي بالساق المستديرة خارجيا في محاولة لتجنب اصطدام العمود الفقري على الجانب من اللقمة الأنسية لعظم الفخذ.

## الأسباب
برغم كثرة البحوث، إلا أن الأسباب لاتزال غير واضحة، ولكن قد تشمل الصدمة الجسدية المتكررة، والإسكيمية (تقييد تدفق الدم)، أو ممكن أن تكون وراثية، وكما أن عوامل الغدد الصماء قد تكون سبب، والنخر الوعائي (فقدان تدفق الدم)، ونقص النمو السريع، وعدم التوازن في نسبة الكالسيوم بالنسبة للفسفور، ومشاكل تكوين العظام. على الرغم من أن أسم المرض «التهاب العظم والغضروف السالخ» يوحي إلى الالتهاب، إلى أنه لا توجد خلايا التهابية في الفحص النسيجي وهذا يشير إلى وجود سبب أخر غير الالتهاب. ويعتقد بأن الصدمات الصغيرة المتكررة التي تؤدي إلى كسور صغيرة وأحيانا أنقطاع وصول الدم إلى العظم الموجود تحت الغضروف قد يسببان إلى فقدان وصول الدم إلى تلك المناطق أو تغير في النمو.
يعتقد بأن الصدمة قد تسبب التهاب العظم والغضروف السالخ بدلا من النخر الوعائي في وقت الصدمة. ويعتقد بأن الصدمة هي السبب الرئيسي أو ربما السبب الوحيد عند البالغين، وكما أن وقوع إصابات الإجهاد المتكررة في الرياضيين الشباب التي قد ارتفعت وايضا عدد الزيارات المرتفعه إلى الرعاية الصحية الأولية عززت النظرية التالية وهي ان مرض التهاب العظم والغضروف السالخ قد يكون بسبب المشاركات الزائدة في الرياضات والصدمات اللاحقة له، حيث أن الرياضات عالية التأثير مثل الجمبار وكرة القدم وكرة السلة والسكواتش والتنس ولاكروس والبيسبول ورفع الأثقال قد تشكل خطر كبير في الإصابة بهذا المرض بسبب الضغط على المفاصل (الركبتين والكاحلين والمرفقين). وتشير تقارير الحالة الأخيرة أن بعض الناس قد يكونون عرضه للإصابة بهذا المرض بسببهم تاريخهم العائلي، وهنالك دراسات أجريت على الخيول قد درست عيوب وراثية محددة.

## التشخيص

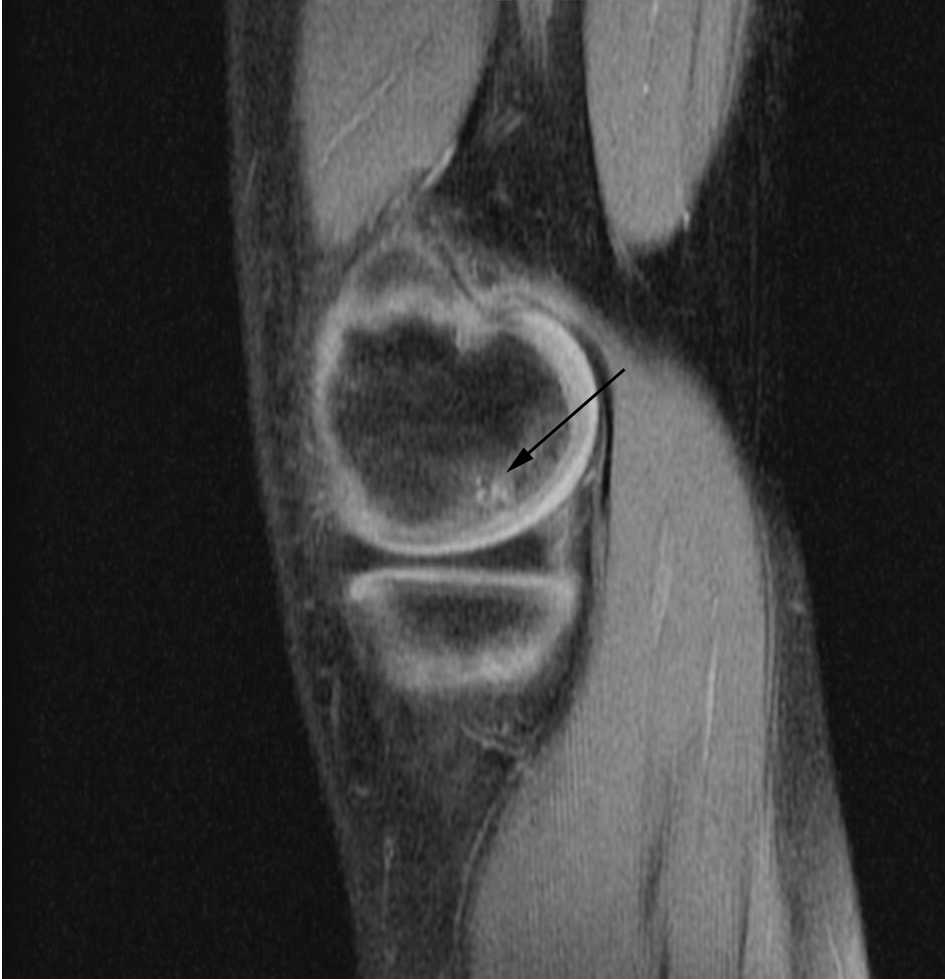
التصوير بالرنين المغناطيسي سهمي الشكل الإشارة الخطية المنخفضة في سطوح المفاصل في النواحي الجانبية للقمة الوسطية لعظم الفخذ تؤكد وجود مرض التهاب العظم والغضروف السالخ

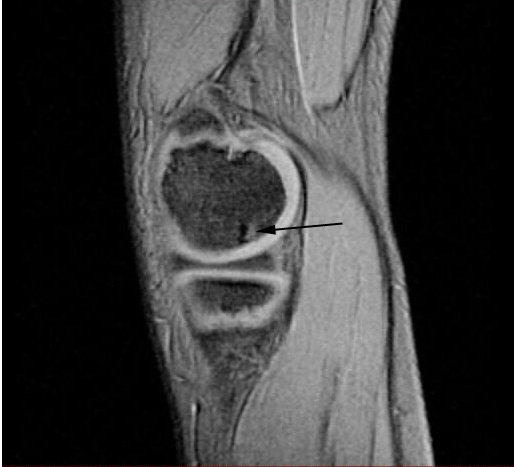
التصوير بالرنين المغناطيسي سهمي الشكل ارتفاع الإشارة في سطوح المفاصل في النواحي الجانبية للقمة الوسطية تؤكد وجود مرض التهاب العظم والغضروف السالخ

يمكن استخدام الأشعة السينية أو الأشعة المقطعية أو التصوير بالرنين المغناطيسي لتشخيص ما إذ كان المريض يعاني من التهاب العظم والغضروف السالخ، فهي تظهر نخر العظم تحت الغضروف أو تشكل شظايا رخوة أو كلاهما، وفي بعض الأحيان تستخدم أشعة الطب النووي العظمي لتقييم درجة الترخي داخل المفصل.

### الفحص السريري
غالبا ما يبدأ الفحص المبدئي في المريض المشتبه بهِ بالإصابة بمرض العظم والغضروف السالخ في الركبة، قد يتمكن الناس من المشي وساقهم مستدارة إلى الخارج محاولين تجنب اصطدام العمود الفقري على الجانب الجزئي لعظم الفخذ، وقد يتحقق الطبيب الفاحص من ضعف عضلات الفخذ، هذا الفحص قد يكشف السوائل المنرفقة المشتركة، والعظام القابلة للكسر، والفرقعة في العظام، ويعد اختبار ويلسون مفيد أيضا في تحديد الآفات في مرض العظم والغضروف السالخ الموجود في الفخذ، حيث ينفذ الاختبار من خلال توسيع الركبة ببطء من 90 درجة، والحفاظ على دورانها الداخلي، فعندما يحدث ألم في 30 درجة من الانثناء في عظام الساق الخارجي فهذا يدل على الإصابة بمرض التهاب العظم والغضروف السالخ.

### التصنيف
ويصنف تطور المرض في مراحل، هنالك نوعان رئيسيان من التصنيف مستخدم: يحدد واحد منهما عن طريق التشخيص بالتصوير بالرنين المغناطيسي بينما يحدد الأخر عن طريق التنظير، ومع ذلك تمثل كلا المرحلتين التقدم الطبيعي للحالة المرضية من مرض (التهاب العظم والغضروف السالخ)، في حين يعد التصنيف بالمنظار في العظام والغضاريف المعيار كما صنف اندروسون التصوير بالرنين المغناطيسي هو الشكل الرئيسي المستخدم في هذا المقال ، وتعد المرحلتين الأولى والثانية مراحل مرضية مستقرة، بينما هنالك مراحل مصنفة تعد غير مستقرة الا وهي المرحلتان الثالثة والرابعة التي تسمح للسائل الغضروفي والسائل الزليلي ان يكون بين الأجزاء والعظام.
'مرحلة أندرسون التصوير بالرنين المغناطيسي للكشف عن مرض التهاب العظام السالخ (التهاب عظمي غضروفي)' 
| المراحل | التقييم    | النتائج                                                                                |
| ------- | ---------- | -------------------------------------------------------------------------------------- |
| الأولى  | مبكرة      | العظم تحت الغضروف السطحي في صفيحة مشاشية قبل إنتهاء مرحلة النمو                        |
| الثانية | مستقرة     | تحت الغضروف الكيسي                                                                     |
| الثالثة | غير مستقرة | فصل غير مكتمل من العظام والغضاريف بسبب الصدمات المتكررة                                |
| الرابعة | غير مستقرة | الاندفاق (السائل الموجود حول الجزء العظمي الغضروفي المستقر وغير المنفصل)               |
| الخامسة | النهائية   | الإنفصال التام (إنفصال) في الجزء العظمي الغضروفي: الشذوذ الذاتية وشكل الأجزاء المفقودة |

'مرحلة التشخيص بالمنظار لتشخيص المرض' 
| الدرجة | النتائج                                |
| ------ | -------------------------------------- |
| أ      | غضروف مفصلي سلس وسليم ولكن قد يكون لين |
| ب      | غضروف مفصلي ذات سطح خشن                |
| ج      | غضروف مفصلي ذات شقوق                   |
| د      | غضروف مفصلي ذات عظم مكشوف              |
| و      | غضروف مفصلي ذات عظم مكشوف              |
| ي      | جزء عظمي غضروفي متحرك                  |

## العلاج
ويشمل العلاج الأنشطة المختلفة سواء مع حمل أثقال أو بدون وأيضا التجميد أي العلاج بالتبريد والأدوية المضادة للالتهابات وحفر العظم تحت الغضروف والكسر الدقيق ونظام نقل عظمي مفصلي.
الأهداف الأساسية للمعالجة هي:
1. تعزيز إمكانية الشفاء من العظم تحت الغضروف .
2. إصلاح أجزاء غير مستقرة مع الحفاظ على الانسجام المشترك.
3. استبدال العظام التالفة والغضاريف مع الأنسجة أو الخلايا المزروعة التي يمكن أن تنمي الغضروف .
.
قدرة الغضروف المفصلي للإصلاح محدودة: العيوب الجزئية في الغضروف المفصلي لا تلتئم من تلقاء نفسها، وإصابة الغضروف المفصلي التي فشلت في اختراق العظام تحت الغضروف تميل إلى أن تؤدي إلى تدهور السطح المفصلي ونتيجة لذلك، غالبا ما يتطلب جراحة في الحالات حتى المعتدلة حيث لم ينفصل جزء عظمي غضروفي من العظم (أندرسون المرحلة الثانية والثالثة).

### العلاج غير الجراحي
يقتصر المرضى الذين يستطيعون تلقي العلاج غير الجراحي على المراهقين غير الناضجين المصابين بآفة سليمة صغيرة نسبيا وعدم وجود هيئات رخوة، ويمكن أن يشمل العلاج غير الجراحي تعديل النشاط، والوزن وحمل الأثقال (جزئي أو غير تحمل الوزن) والتجمد، كما أن الهدف من التدخل غير الجراحي هو تعزيز الشفاء في العظم تحت الغضروف ومنع الانهيار المحتمل الغضروفي، أو كسر لاحق، أو تشكيل حفرة في العظم.
في إحدى الحالات فحص المرشحين لتلقي العلاج، وحدد العلاج وفقا لموقع الآفة، على سبيل المثال، تلك التي يكون فيها مرض التهاب العظم والغضروف السالخ في الركبة يتم معالجتها عن طريق التجميد، فتجمد لمدة أربعة إلى ستة أسابيع في تمديد لإزالة إجهاد القص من المنطقة المعنية. ومع ذلك، يسمح لهم على السير مع حمل الأوزان قدر المستطاع. ويؤخذ لهم الأشعة السينية عادة بعد ثلاثة أشهر من بدء العلاج غير الجراحي. إذا كشف وتبين أن الآفة قد بدأت بالالتئام، فيجب على المريض بعد ذلك العودة التدريجية للأنشطة. وهذا يدل على الشفاء عن طريق زيادة الكثافة الإشعاعية في المنطقة تحت الغضروف، أو أولئك الذين لا تتغير آفاتهم، فهم مرشحين لتكرار العلاج المذكور أعلاه لمدة ثلاثة أشهر حتى يلاحظ الشفاء.

### العلاج الجراحي

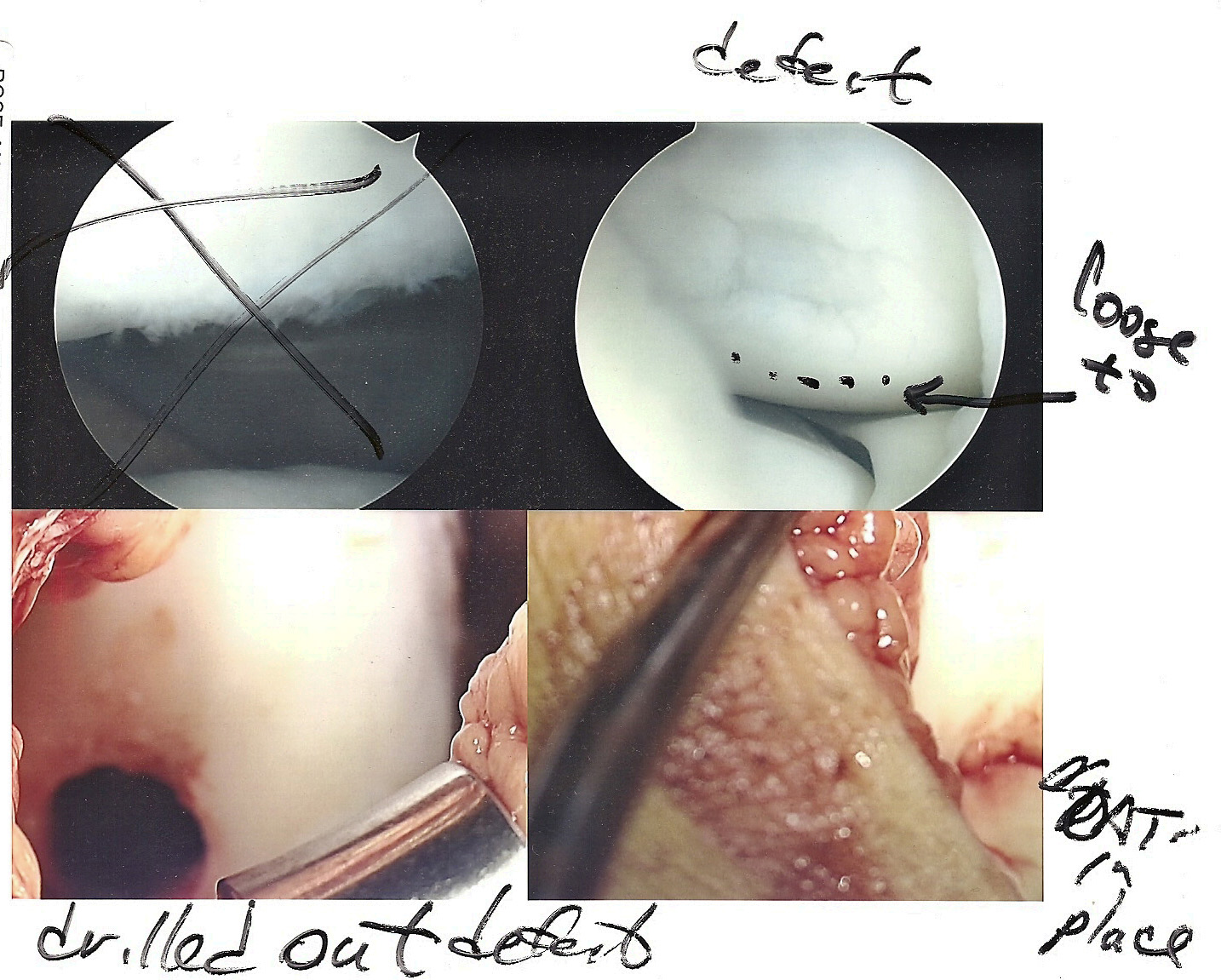
صورة بالمنظار لجراحة أقيمت على إحدى المرضى المصابين بمرض التهاب العظم والغضروف السالخ (التهاب عظمي غضروفي) في الركبة

اختيار العلاج الجراحي بدلا من العلاجات غير الجراحية لمرض التهاب العظم والغضروف السالخ (التهاب عظمي غضروفي) مثير للجدل، ونتيجة لذلك، يعتمد نوع ومدى الجراحة اللازمة على اختلاف عمر المريض، وشدة الآفة، فالتحيز الشخصي للعلاج يتشمل قائمة شاملة من العلاجات المقترحه التي يحددها الجراح. وهنالك مجموعة متنوعة من الخيارات الجراحية لمعالجة الآفات ذات الأعراض المستمرة، أو السليمة، أو المنفصلة جزئيا، أو منفصلة تماما لمرض التهاب العظم والغضروف السالخ (التهاب عظمي غضروفي). بعد جراحة الغضروف الترميمي يصبح أدنى من غضروف الناس الأصحاء، ونتيجة لذلك يتجنب الأطباء المعالجة الجراحية أذ كانت المعالجة الغير جراحية مجدية.

## التنبؤ بالمرض
يعتمد التنبؤ بالمرض بعد العلاجات المختلفة على العديد من العوامل التي تشمل عمر المريض، والمفصل المصاب، ومرحلة الآفة، والأهم من ذلك، حالة صفيحة النمو، وبعد ذلك يحدد النضج الهيكلي اثنين من أهم أشكال التهاب العظم والغضروف السالخ. شكل الأورام من هذا المرض يحدث في صفيحة النمو المفتوحة، التي تؤثر عادة على الأطفال الذين تتراوح أعمارهم بين 5 و 15 سنوات، يحدث هذا الالتهاب عادة عند الكبار اللذين تتراوح أعمارهم بين 16-50، على الرغم من أنه من غير الواضح ما إذا كان هذا المرض يصيب الكبار بعد نضج الهيكل العظمي أو أنه لم يتم تشخيصهم عندما كانوا أطفال. يعد التشخيص جيد للآفات المستقرة (المرحلتين الأولى والثانية) في الأورام التي تحمل صفيحات النمو المفتوحة؛ تعامل بتحفظ، عادة بدون جراحة، وستشفى 50% من الحالات. ويمكن أن ينسب الشفاء من هذه الأورام إلى قدرة العظام لإصلاح إنسجة العظام التالفة أو الميتة والغضاريف في هذه العملية تسمى إعادة تشكيل العظام. وتميز زيادة أعداد الخلايا الغضروفية الغير متمايزة (الخلايا الجذعية) صفيحات النمو المفتوحة التي تبشر على كل من العظام والأنسجة الغضروفية، ونتيجة لذلك، تسمح صفيحات النمو المفتوحة للكثير من الخلايا الجذعية الضرورية لإصلاح المفصل المصاب. وتعد الحالات الغير مستقرة من (المرحلة الثالثة والرابعة) أوالكبيره أو ذات الأفات السميكة كليا أو الآفات في أي مرحلة الموجودة في الهيكل العظمي الناضج أكثر عرضة لفشل العلاجات الغير جراحية. تقدم هذه الآفات تقدم أسوأ تشخيصات وتتطلب لعملية جراحية في معظم الحالات.

## علم الأوبئة
التهاب العظم والغضروف السالخ هو اضطراب نادر نسبيا، مع حدوث قدر من 15 إلى 30 حالة لكل 100,000 شخص سنويا، وجد ويدكوسكي أن مرض التهاب العظم والغضروف السالخ سبب عيوب الغضروف المفصلي في 2 ٪ من الحالات في دراسة أجريت على 25124 ركبة، على الرغم من ان هذا المرض نادر، إلا أنه قد لوحظ بأنه أحد أهم أسباب آلام المفاصل لدى المراهقين النشطاء، ويحدث ورم هذا المرض في الأطفال الذين يعانون من صفيحات النمو المفتوحة، وعادة ما بين سن 5 و 15 سنوات، ويحدث أكثر شيوعا في الذكور أكثر من الإناث، مع نسبة تتراوح بين 2 : 1 و 3: ، ومع ذلك، أصبح مرض التهاب العظم والغضروف السالخ أكثر شيوعا بين المراهقين عندما يصبح نشاطهم عالي في مجال الرياضة، ويحدث في الكبار الذين بلغوا مرحلة النضج الهيكلي، وأكثر شيوعا بين الكبار من 16 إلى 50 سنة .

## التاريخ
وصف الكسندر مونرو (بريموس) الحالة بالبداية في عام 1738،  ووصف جيمس باجيت عملية المرض لأول مرة، في عام 1870، ولكنه لم ينشر أي تصريح عن هذا المرض حتى عام 1887، حيث قام فرانز كونيغ بنشر ورقة يوضح فيها سبب الهيئات الرخوة في المفصل وفي ورقتهِ لخص كونيغ ما يلي:
.
1.	إذا كانت الصدمة شديدة جداً فهي تقطع المفاصل السطحية لأجزاء.
2.	إذا كانت الصدمة أقل شدة فقد تكدم العظام مسببة نخر التي من الممكن أن تنفصل بعد ذلك.
3.	في بعض الحلات، غياب الصدمة البارزة قد يسبب هذا المرض ومن المحتمل وجود بعض الأسباب التلقائية للانفصال.
سمى كونيغ المرض بـ «التهاب العظم والغضروف السالخ»، واصفاً إياه بأنه العملية الالتهابية تحت الغضروف في الركبة، مما أدى إلى جزء رخو في الغضروف من اللقمة الفخذية، ووصف كابيس في عام 1922 هذه العملية في مفصل الكاحل.

## الحالات البارزة
- مايكل رسل، لاعب التنس الأمريكي[43]
- كريستينا فاكوليك [الإنجليزية]، الجمباز الفني الكندي[44]
- جوناثان فيلما [الإنجليزية]، ظهير كرة القدم الأمريكي[45]

## الجوانب البيطرية

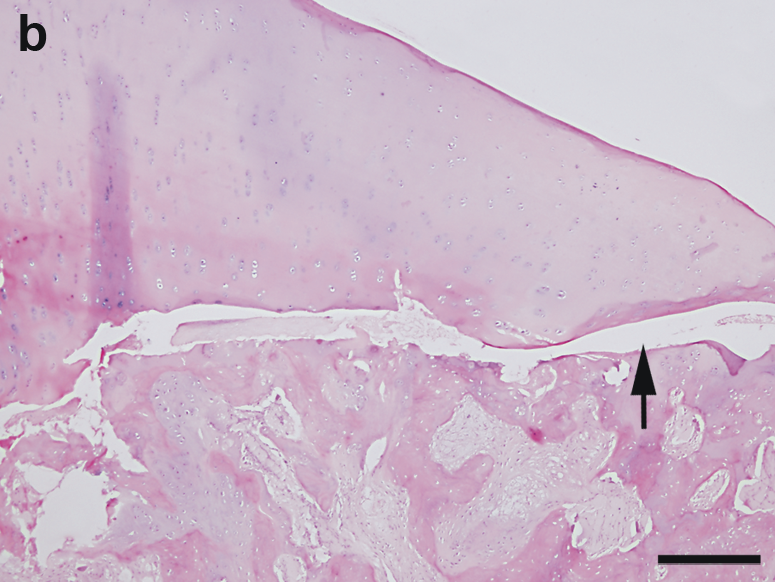
صورة لعينة من خنزير أنثى مريضة يشير فيها السهم إلى كسر في اللقيمة الجانبية لعظم العضد.

وعثر على التهاب العظم والغضروف السالخ في الحيوانات والخيول بصفة خاصة، كما قد يكون هناك عنصر وراثي في بعض سلالات الخيول. كما تعد التغذية للنمو القسري  والتربية الانتقائية لزيادة الحجم من العوامل. كما ألفت دراسات حول مرض العظم والغضروف السالخ في غيرها من الحيوانات وبشكل أساسي بالكلاب، وفي الحيوانات، يعد مرض العظم والغضروف السالخ اضطراب في النمو والأيض المرتبطة بنمو الغضروف والتعظم الغضروفي، ويدل التهاب العظم نفسه على اضطراب في عملية نمو الغضروف المعتادة، ومرض العظم والغضروف السالخ هو مصطلح يستخدم عندما يؤثر على الغضروف المفصلي مما يتسبب في أن تصبح الشظية رخوه. وصرح ميرك الطبيب البيطري على أن أمراض العظام التنموية (التهاب العظم والغضروف السالخ) في الحيوانات الأليفة ترتبط بالتغذية وتشمل إما الكالسيوم الزائد والطاقة (الكربوهيدرات) في الكلاب أو نقص التورين في القطط التي يرتبط إلى العمى.
وفقا لمستشفى الحيوانات في كولومبيا، وتيرة الحيوانات المصابة هم الكلاب والبشر والخنازير والخيول والأبقار والدجاج والديك الرومي، وعلى الرغم من أن أي مفصل يمكن أن يتأثر، فالمفاصل المتضررة من هذا المرض في الكلاب عادة تكون: مفاصل الكتف والكوع والركبة والكاحل.
تتطور المشكلة في فترة ما بعد الولادة، وربما يكون هناك ألم أو تصلب، وعدم الراحة. يعتمد التشخيص بشكل عام على الأشعة السينية، أو التنظير، أو التصوير بالرنين المغناطيسي. بينما حالات مرض التهاب العظم والغضروف السالخ المكبوت تكتشف من تلقاء نفسها وتشفى أيضا من تلقاء نفسها ، وينصح بتشخيص الأخرين المصابين بعرج حاد وينصح بإجراء الجراحة عندما يعتبر الحيوان أعرج.
من الصعب تشخيص مرض التهاب العظم والغضروف السالخ سريريا عندما يكون الحيوان قد يحمل فقط مشية غير عادية. ونتيجة لذلك، وقد يشخص هذا المرض تشخيص خاطئ فقد يشخص على أنه أمراض في الهيكل العظمي أو المفاصل مثل تشوهات مفصل الفخذ.